# Campionati svedesi di sci alpino 2009
I Campionati svedesi di sci alpino 2009 si sono svolti a Åre e Fjätervålen dal 24 marzo al 2 aprile. Il programma ha incluso gare di discesa libera, supergigante, slalom gigante, slalom speciale, supercombinata e slalom parallelo, tutte sia maschili sia femminili.
Trattandosi di competizioni valide anche ai fini del punteggio FIS, vi hanno partecipato anche sciatori di altre federazioni, senza che questo consentisse loro di concorrere al titolo nazionale svedese.

## Risultati

### Uomini

#### Discesa libera
| Pos. | Atleta                 | Nazione   | Tempo   |
| ---- | ---------------------- | --------- | ------- |
| 1    | Hans Olsson            | Svezia    | 1:10,99 |
| 2    | Niklas Rainer          | Svezia    | 1:12,32 |
| 3    | Andreas Romar          | Finlandia | 1:12,78 |
| 4    | Daniel Ericsson        | Svezia    | 1:12,84 |
| 5    | Fredrick Kingstad      | Svezia    | 1:13,04 |
| 6    | Eian Sandvik           | Norvegia  | 1:13,06 |
| 7    | Jan Sedlák             | Svezia    | 1:13,09 |
| 8    | André Myhrer           | Svezia    | 1:13,15 |
| 9    | Christian Mithassel    | Norvegia  | 1:13,24 |
| 10   | Andreas Willumsen Haug | Norvegia  | 1:13,26 |

Data: 27 marzo

Località : Åre

#### Supergigante
| Pos. | Atleta                 | Nazione  | Tempo |
| ---- | ---------------------- | -------- | ----- |
| 1    | André Myhrer           | Svezia   | 58,29 |
| 2    | Matts Olsson           | Svezia   | 58,40 |
| 3    | Daniel Ericsson        | Svezia   | 58,62 |
| 4    | Iver Bjerkestrand      | Norvegia | 58,95 |
| 5    | Andreas Willumsen Haug | Norvegia | 59,02 |
| 6    | Hans Olsson            | Svezia   | 59,31 |
| 7    | Espen Theodorsen       | Norvegia | 59,32 |
| 8    | Jørgen Brath           | Norvegia | 59,37 |
| 9    | Calle Lindh            | Svezia   | 59,38 |
| 10   | Chriss Salbu           | Norvegia | 59,53 |

Data: 29 marzo

Località : Åre

#### Slalom gigante
| Pos. | Atleta            | Nazione | Tempo   |
| ---- | ----------------- | ------- | ------- |
| 1    | Matts Olsson      | Svezia  | 2:07,85 |
| 2    | André Myhrer      | Svezia  | 2:09,11 |
| 3    | Hans Olsson       | Svezia  | 2:09,43 |
| 4    | Niklas Rainer     | Svezia  | 2:09,60 |
| 5    | Magnus Andersson  | Svezia  | 2:10,01 |
| 6    | Fredrick Kingstad | Svezia  | 2:10,16 |
| 7    | Petter Robertsson | Svezia  | 2:10,28 |
| 8    | Daniel Ericsson   | Svezia  | 2:10,30 |
| 9    | Fredrik Nordh     | Svezia  | 2:10,83 |
| 10   | Axel Bäck         | Svezia  | 2:10,58 |

Data: 1º aprile

Località : Fjätervålen

#### Slalom speciale
| Pos. | Atleta            | Nazione | Tempo   |
| ---- | ----------------- | ------- | ------- |
| 1    | André Myhrer      | Svezia  | 1:32,20 |
| 2    | Mattias Hargin    | Svezia  | 1:33,21 |
| 3    | Matts Olsson      | Svezia  | 1:33,47 |
| 4    | Petter Robertsson | Svezia  | 1:33,61 |
| 5    | Fredrik Nordh     | Svezia  | 1:34,06 |
| 6    | Axel Bäck         | Svezia  | 1:34,28 |
| 7    | Hans Olsson       | Svezia  | 1:34,42 |
| 8    | Anton Lahdenperä  | Svezia  | 1:34,81 |
| 9    | Oscar Andersson   | Svezia  | 1:35,28 |
| 10   | Per Saxvall       | Svezia  | 1:35,94 |

Data: 2 aprile

Località : Fjätervålen

#### Supercombinata
| Pos. | Atleta            | Nazione  | Tempo   |
| ---- | ----------------- | -------- | ------- |
| 1    | André Myhrer      | Svezia   | 1:37,76 |
| 2    | Matts Olsson      | Svezia   | 1:39,39 |
| 3    | Calle Lindh       | Svezia   | 1:39,69 |
| 4    | Mattias Hargin    | Svezia   | 1:39,91 |
| 5    | Iver Bjerkestrand | Norvegia | 1:40,89 |
| 6    | Oscar Andersson   | Svezia   | 1:41,29 |
| 7    | Hans Olsson       | Svezia   | 1:41,31 |
| 8    | Anton Lahdenperä  | Svezia   | 1:41,53 |
| 9    | Tim Lindgren      | Svezia   | 1:41,54 |
| 10   | Chriss Salbu      | Norvegia | 1:41,59 |

Data: 28 marzo

Località : Åre

#### Slalom parallelo
| Pos. | Atleta            | Nazione |
| ---- | ----------------- | ------- |
| 1    | Fredrik Söderberg | Svezia  |
| 2    | ?                 | ?       |
| 3    | ?                 | ?       |

### Donne

#### Discesa libera
| Pos. | Atleta                    | Nazione  | Tempo   |
| ---- | ------------------------- | -------- | ------- |
| 1    | Kajsa Kling               | Svezia   | 1:14,21 |
| 2    | Lotte Smiseth Sejersted   | Norvegia | 1:15,86 |
| 3    | Emelie Wikström           | Svezia   | 1:15,99 |
| 4    | Tessan Berglund           | Svezia   | 1:16,09 |
| 5    | Nike Bent                 | Svezia   | 1:16,20 |
| 6    | Gabriella Grassl          | Svezia   | 1:16,51 |
| 7    | Thea Grosvold             | Norvegia | 1:17,22 |
| 8    | Nathalie Blom             | Svezia   | 1:17,36 |
| 9    | Kristina Riis-Johannessen | Norvegia | 1:17,87 |
| 10   | Nathalie Eklund           | Svezia   | 1:17,92 |

Data: 27 marzo

Località : Åre

#### Supergigante
| Pos. | Atleta                  | Nazione  | Tempo   |
| ---- | ----------------------- | -------- | ------- |
| 1    | Kajsa Kling             | Svezia   | 59,50   |
| 2    | Maria Pietilä Holmner   | Svezia   | 59,80   |
| 3    | Lotte Smiseth Sejersted | Norvegia | 1:00,10 |
| 4    | Nathalie Blom           | Svezia   | 1:00,61 |
| 5    | Veronica Smedh          | Svezia   | 1:00,82 |
| 6    | Emelie Wikström         | Svezia   | 1:00,96 |
| 7    | Mona Løseth             | Norvegia | 1:01,25 |
| 8    | Gabriella Grassl        | Svezia   | 1:01,79 |
| 9    | Thea Grosvold           | Norvegia | 1:02,09 |
| 10   | Synne Sofie Stangeland  | Norvegia | 1:02,12 |

Data: 29 marzo

Località : Åre

#### Slalom gigante
| Pos. | Atleta                | Nazione  | Tempo   |
| ---- | --------------------- | -------- | ------- |
| 1    | Kajsa Kling           | Svezia   | 2:09,71 |
| 2    | Veronica Smedh        | Svezia   | 2:10,05 |
| 3    | Frida Hansdotter      | Svezia   | 2:10,92 |
| 4    | Emelie Wikström       | Svezia   | 2:11,28 |
| 5    | Lene Løseth           | Norvegia | 2:11,36 |
| 6    | Maria Pietilä Holmner | Svezia   | 2:11,37 |
| 7    | Therese Borssén       | Svezia   | 2:11,72 |
| 8    | Anne Marie Müller     | Norvegia | 2:11,78 |
| 9    | Nike Bent             | Svezia   | 2:12,14 |
| 10   | Nina Løseth           | Norvegia | 2:12,39 |

Data: 31 marzo

Località : Fjätervålen

#### Slalom speciale
| Pos. | Atleta                | Nazione  | Tempo   |
| ---- | --------------------- | -------- | ------- |
| 1    | Maria Pietilä Holmner | Svezia   | 1:38,82 |
| 2    | Frida Hansdotter      | Svezia   | 1:40,52 |
| 3    | Therese Borssén       | Svezia   | 1:41,70 |
| 4    | Anna Swenn Larsson    | Svezia   | 1:41,73 |
| 5    | Nina Løseth           | Norvegia | 1:42,74 |
| 6    | Veronica Smedh        | Svezia   | 1:42,77 |
| 7    | Anne Marie Müller     | Norvegia | 1:43,30 |
| 8    | Emelie Wikström       | Svezia   | 1:43,32 |
| 9    | Nathalie Eklund       | Svezia   | 1:43,69 |
| 10   | Lene Løseth           | Norvegia | 1:43,89 |

Data: 2 aprile

Località : Fjätervålen

#### Supercombinata
| Pos. | Atleta                    | Nazione  | Tempo   |
| ---- | ------------------------- | -------- | ------- |
| 1    | Maria Pietilä Holmner     | Svezia   | 1:42,79 |
| 2    | Lotte Smiseth Sejersted   | Norvegia | 1:44,97 |
| 3    | Emelie Wikström           | Svezia   | 1:44,98 |
| 4    | Kajsa Kling               | Svezia   | 1:45,28 |
| 5    | Mona Løseth               | Norvegia | 1:45,39 |
| 6    | Nike Bent                 | Svezia   | 1:46,40 |
| 7    | Veronica Smedh            | Svezia   | 1:46,67 |
| 8    | Kristina Riis-Johannessen | Norvegia | 1:47,41 |
| 9    | Nathalie Eklund           | Svezia   | 1:47,72 |
| 10   | Nathalie Blom             | Svezia   | 1:48,40 |

Data: 28 marzo

Località : Åre

#### Slalom parallelo
| Pos. | Atleta      | Nazione |
| ---- | ----------- | ------- |
| 1    | Kajsa Kling | Svezia  |
| 2    | ?           | ?       |
| 3    | ?           | ?       |